# Fougueyrolles
Fougueyrolles is een gemeente in het Franse departement Dordogne (regio Nouvelle-Aquitaine) en telt 446 inwoners (2004). De plaats maakt deel uit van het arrondissement Bergerac.

## Geografie
De oppervlakte van Fougueyrolles bedraagt 11,6 km², de bevolkingsdichtheid is 38,4 inwoners per km².
De onderstaande kaart toont de ligging van Fougueyrolles met de belangrijkste infrastructuur en aangrenzende gemeenten.

## Demografie
Onderstaande figuur toont het verloop van het inwonertal (bron: INSEE-tellingen).